# Matthew Wells (Ruderer)

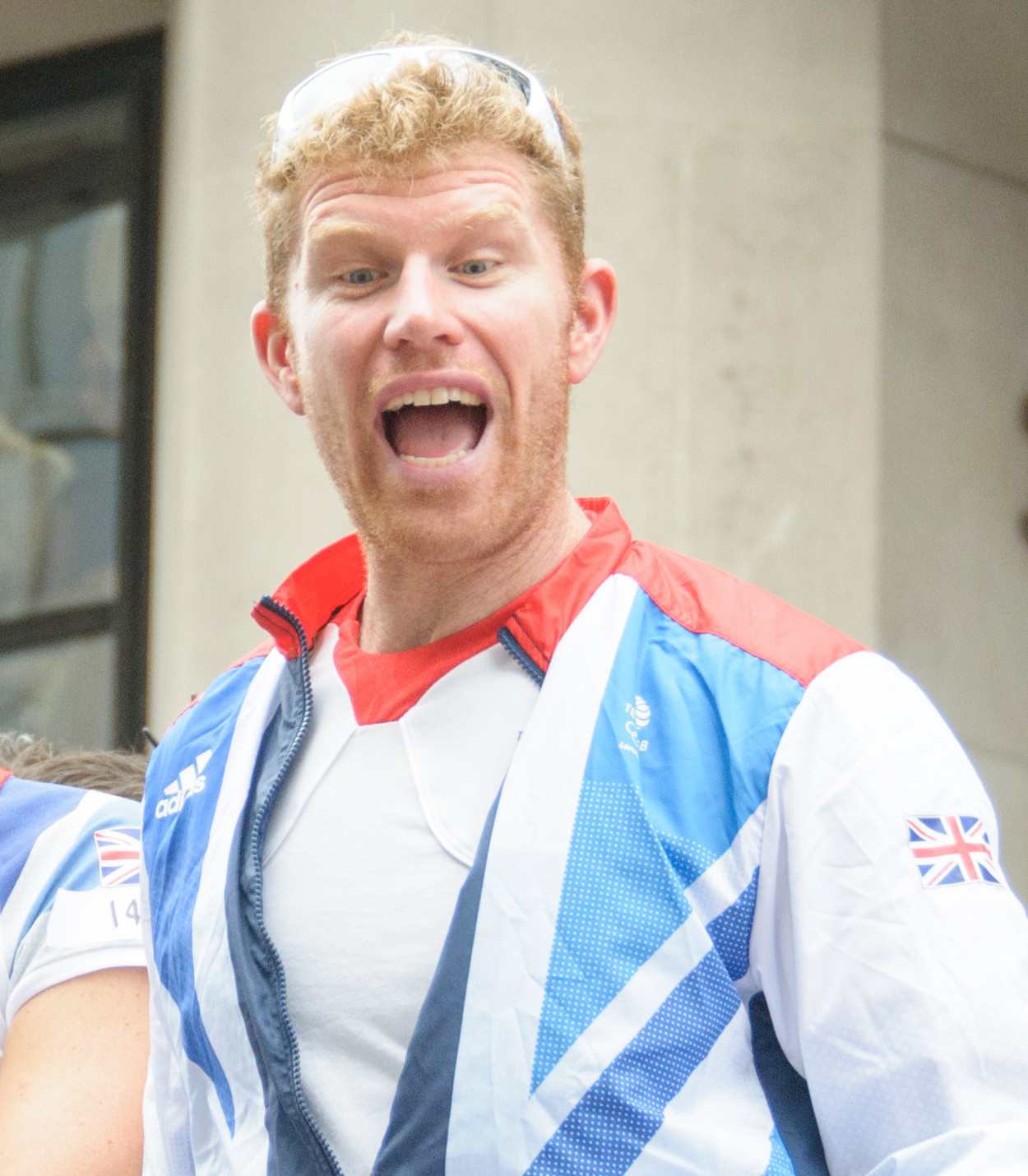
Matthew Wells 2012

Matthew „Matt“ Ward Wells (* 14. September 1979 in Bradford) ist ein ehemaliger britischer Ruderer, der 2008 eine olympische Bronzemedaille im Doppelzweier gewann.

## Karriere
Der 1,90 m große Matthew Wells gewann 1997 den Titel im Doppelzweier bei den Junioren-Weltmeisterschaften. 1999 belegte er im Einer den dritten Platz beim Nations Cup, einem Vorgängerwettbewerb der U23-Weltmeisterschaften. 2000 siegte er beim Nations Cup. Bei den Olympischen Spielen in Sydney trat er ebenfalls im Einer an und erreichte den neunten Platz.
Auch 2001 startete Wells im Einer, bei den Weltmeisterschaften in Luzern belegte er den 13. Platz. 2002 ruderte Wells im Ruder-Weltcup zunächst im Doppelvierer. Bei den Weltmeisterschaften in Sevilla erreichte er im Doppelzweier zusammen mit Ian Lawson den sechsten Platz. Im Jahr darauf siegten Wells und Lawson beim Weltcup in München. Bei den Weltmeisterschaften in Mailand ruderten die beiden auf den fünften Platz. 2004 ruderte Wells im Doppelzweier mit Matt Langridge. Die beiden belegten den dritten Platz beim Weltcup in Posen, bei den Olympischen Spielen in Athen kamen die beiden als Sieger des B-Finales auf den achten Platz, da ausnahmsweise sieben Boote zum A-Finale zugelassen worden waren.
2005 trat Wells im Weltcup im Einer und im Doppelvierer an. Bei den Weltmeisterschaften in Gifu belegten Matthew Wells, Stephen Rowbotham, Alan Sinclair und Matt Langridge den siebten Platz im Doppelvierer. 2006 bildeten Wells und Rowbotham einen Doppelzweier. Bei den Weltmeisterschaften in Eton gewannen die beiden die Bronzemedaille hinter den Franzosen und den Slowenen. Ein Jahr später siegten bei den Weltmeisterschaften 2007 in München die Slowenen vor den Franzosen und den Esten, mit 0,78 Sekunden Rückstand auf die Esten erreichten Wells und Rowbotham als Vierte das Ziel. Bei den Olympischen Spielen 2008 in Peking  gewann der australische Doppelzweier, der estnische Doppelzweier erhielt die Silbermedaille mit 0,05 Sekunden Vorsprung vor Wells und Rowbotham.
2009 verpassten Wells und Rowbotham das Finale bei den Weltmeisterschaften in Posen. 2010 ruderte Wells im Doppelzweier mit Marcus Bateman, die beiden gewannen zwei Weltcup-Regatten und wurden in Luzern Zweite hinter den Franzosen. Bei den Weltmeisterschaften in Neuseeland siegten die Neuseeländer, dahinter gewannen Wells und Bateman Silber vor den Franzosen. 2011 belegten Wells und Bateman den sechsten Platz bei den Weltmeisterschaften in Bled. 2012 kehrte Wells in den Doppelvierer zurück. Bei den Olympischen Spielen in London wurden die Ruderwettbewerbe in Eton ausgetragen, dort belegten Stephen Rowbotham, Charles Cousins, Tom Solesbury und Matthew Wells den fünften Platz.
Matthew Wells ruderte für den University of London Boat Club und später für den Leander Club. Nach seiner aktiven Karriere wurde er Rudertrainer.